# Undecan
Undecan (auch n-Undekan) ist eine farblose Flüssigkeit mit der Summenformel C11H24 bzw. CH3(CH2)9CH3, die in der Organischen Chemie zu den unverzweigten Alkanen der Kohlenwasserstoffe gehört.
Die Stoffgruppe der Undecane umfasst insgesamt 158 weitere, verzweigte Konstitutionsisomere.

## Eigenschaften

### Physikalische Eigenschaften
Undecan ist eine farblose Flüssigkeit, die unter Normaldruck bei 196 °C siedet. Die Dampfdruckfunktion ergibt sich nach Antoine entsprechend log10(P) = A−(B/(T+C)) (P in bar, T in K) mit A = 4,10164, B = 1572,477 und C = −85,128 im Temperaturbereich von 377,6 bis 470,2 K. In fester Phase treten zwei polymorphe Kristallformen auf. Das Polymorph II wandelt sich bei −36,5 °C mit einer Umwandlungsenthalpie von 6,858 kJ·mol−1 in das Polymorph I um. Das Polymorph I schmilzt bei −25,6 °C mit einer Schmelzenthalpie von 22,18 kJ·mol−1.
| Eigenschaft               | Typ                | Wert [Einheit]                                    | Bemerkungen     |
| ------------------------- | ------------------ | ------------------------------------------------- | --------------- |
| Standardbildungsenthalpie | ΔfH0liquid ΔfH0gas | −327.2 kJ·mol−1 −270,3 kJ·mol−1                   |                 |
| Verbrennungsenthalpie     | ΔcH0liquid         | −7431.3 kJ·mol−1                                  |                 |
| Wärmekapazität            | cp                 | 345,05 J·mol−1·K−1 (25 °C) 2,21 J·g−1·K−1 (25 °C) | als Flüssigkeit |
| Kritische Temperatur      | Tc                 | 639 K                                             |                 |
| Kritischer Druck          | pc                 | 19,5 bar                                          |                 |
| Kritisches Volumen        | Vc                 | 0,695 l·mol−1                                     |                 |
| Kritische Dichte          | ρc                 | 0,2372 g·ml−1                                     |                 |
| Azentrischer Faktor       | ωc                 | 0,530                                             |                 |
| Verdampfungsenthalpie     | ΔVH0               | 56,434 kJ·mol−1                                   |                 |

### Sicherheitstechnische Kenngrößen
Die Verbindung gilt als entzündliche Flüssigkeit. Oberhalb der Flammpunktes können sich entzündliche Dampf-Luft-Gemische bilden. Die Verbindung hat einen Flammpunkt bei 61 °C. Der Explosionsbereich liegt zwischen 0,6 Vol.‑% (42 g/m3) als untere Explosionsgrenze (UEG) und 6,5 Vol.‑% (425 g/m3) als obere Explosionsgrenze (OEG). Die Grenzspaltweite wurde mit 0,83 mm bestimmt. Es resultiert damit eine Zuordnung in die Explosionsgruppe IIA. Die Zündtemperatur beträgt 195 °C. Der Stoff fällt somit in die Temperaturklasse T4.

## Verwendung
Undecan ist unter anderem ein Bestandteil von Benzin und Dieselkraftstoff.

## Gefahren
Undecan entfettet und rötet die Haut. In den Augen führt die Flüssigkeit zu Schmerzen und Rötung.